# Erythroxylum horridum
Erythroxylum horridum är en tvåhjärtbladig växtart som beskrevs av A. Borhidi och R. Oviedo. Erythroxylum horridum ingår i släktet Erythroxylum och familjen Erythroxylaceae. Inga underarter finns listade i Catalogue of Life.